# Hütten (Zurich)
Pour les articles homonymes, voir Hütten.
Hütten est une localité de Wädenswil et une ancienne commune suisse du canton de Zurich, située dans le district de Horgen.

## Histoire
Le 1er janvier 2019, Hütten et Schönenberg sont devenues des localités de la commune de Wädenswil.